# Amsterdam Tulip Museum
Het Amsterdam Tulip Museum, ook wel het Tulpenmuseum genoemd, bevindt zich aan de Prinsengracht 116, tegenover het Anne Frankhuis.
Het museum toont beneden de geschiedenis van de tulp, van haar ontdekking in Centraal-Azië tot de huidige tijd. Vooral in de 17de eeuw was de tulp een beleggingsobject en onderwerp van grote speculaties.
Op de begane grond is een grote winkel van 235m2. Hoewel de naam van het museum anders suggereert, worden er niet alleen tulpen en tulp-gerelateerde voorwerpen verkocht. Het aanbod van bollen hangt af van het seizoen.
Eind 2011 verhuisde het Tulpenmuseum naar nummer 116, waar het museale gedeelte veel meer ruimte ter beschikking zal hebben.
In oktober 2017 lanceerde het museum Amsterdam Tulip Museum Online, een virtuele museumervaring.

## Tulpendagen
In 2010 werden de Amsterdamse Tulpendagen georganiseerd door onder meer het Tulpenmuseum, het Internationaal Bloembollen Centrum, Museum van Loon en de gemeente. Op 18 verschillende locaties in Amsterdam waren tulpen te zien. De nieuwe Ayaan-tulp werd bij het Rijksmuseum getoond. Gelijktijdig was er een expositie in het Rijksmuseum over tulpen. In restaurant Latulip (nu restaurant Blue Ribbon) werden lezingen gehouden over tulpenvazen.

## Foto's

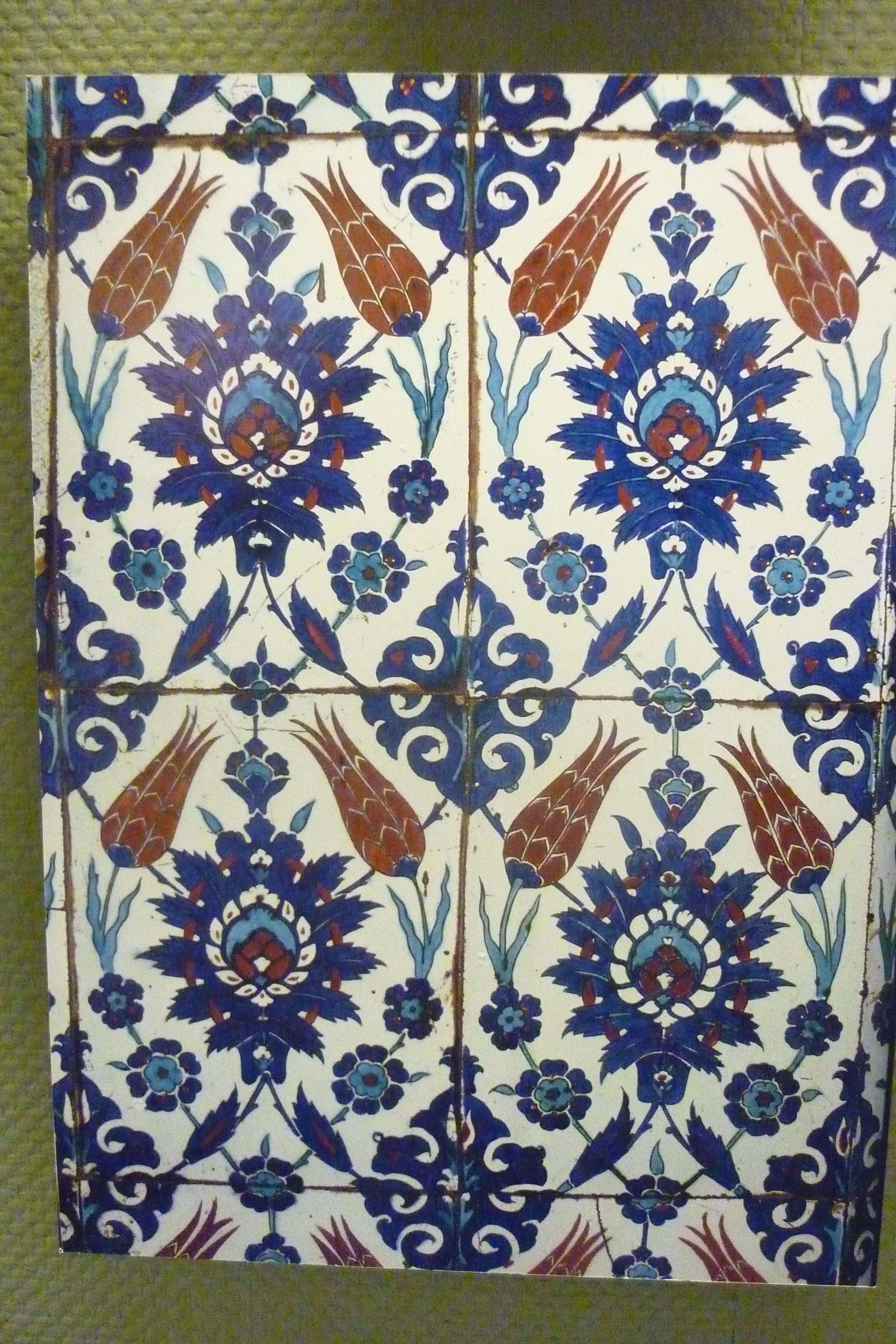
Tegeltableau
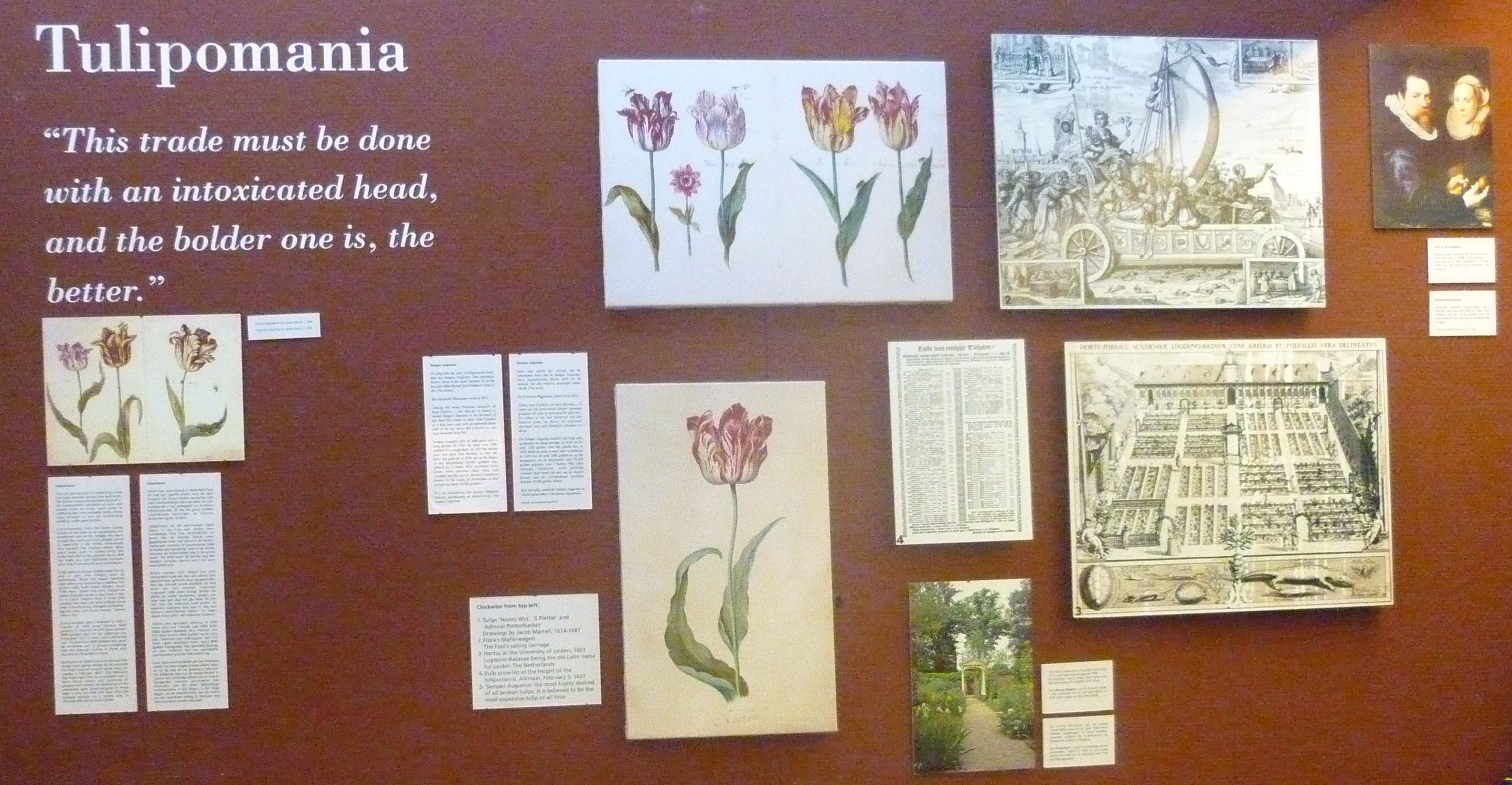
Tulipomania